# Автобус (футбольная тактика)
«Автобус» (англ. the bus) или «запарковать автобус» (англ. parking the bus) — на футбольном сленге название сверхосторожной оборонительной тактики, которая заключается в использовании всех полевых игроков на своей половине поля, игре на отбой, минимальным владением мячом. Обычно так называют стиль игры команды, которая владеет мячом менее 30% времени. Термин «автобус» часто носит негативный эмоциональный характер, поскольку при использовании данной тактики страдает зрелищность матча.
Если говорить об использованных тактических схемах, то такую оборонительную тактику лучше всего отражают схемы 5—3—2, 4—1—4—1, 5—4—1.

## История
Слово «автобус» для описания своей тактики впервые употребил Жозе Моуринью ещё в 2004 году, когда он тренировал «Порту» и вместе с ним выиграл Лигу чемпионов 2004 года. В первенстве Англии сезона 2004/2005, уже в бытность наставником «Челси», Моуринью после матча против «Тоттенхэм Хотспур» 19 сентября 2004, завершившегося нулевой ничьей, заявил:

Как говорят у нас в Португалии, «Тоттенхэм» привёз с собой автобус и поставил его перед воротами. На месте болельщика, выложившего кровные пятьдесят фунтов, я был бы расстроен тем, что «шпоры» приехали сюда только для того, чтобы отбиваться. Только одной команде была нужна победа, а вот другая мечтала лишь не пропустить. Это нечестно.
Оригинальный текст (англ.)As we say in Portugal, they brought the bus and they left the bus in front of the goal. I would have been frustrated if I had been a supporter who paid £50 to watch this game because Spurs came to defend. There was only one team looking to win, they only came not to concede - it's not fair for the football we played.